# Pseudindalmus andamanicus
Pseudindalmus andamanicus es una especie de coleóptero de la familia Endomychidae.

## Distribución geográfica
Habita en las islas Andamán.